# Regierung Sirleaf

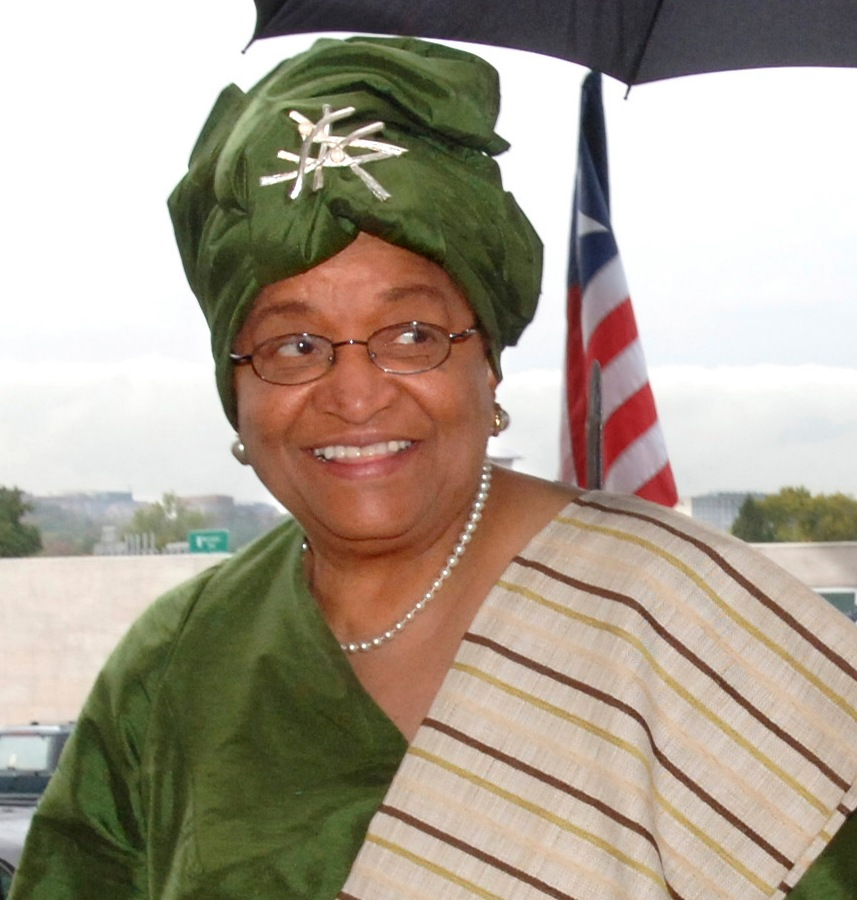
Ellen Johnson Sirleaf

Mit dem Begriff Regierung Sirleaf wird die Regierungszeit von Präsidentin Ellen Johnson Sirleaf im westafrikanischen Staat Liberia bezeichnet. Die Regierung war von 2006 bis 2018 im Amt und wurde anschließend von der Regierung Weah abgelöst. 

## Minister seit Januar 2006
| Ministeramt                                                                  | offizielle Amtsbezeichnung                                 | Minister |
| ---------------------------------------------------------------------------- | ---------------------------------------------------------- | --- |
| Präsident                                                                    | President                                                  | Mrs. Ellen Johnson Sirleaf |
| Vize-Präsident                                                               | Vice President                                             | Joseph N. Boakai |
| Kabinett-Minister (Cabinet Ministers)                                        |                                                            | |
| Minister für Äußeres                                                         | Minister of Foreign Affairs                                | George Wallace III. (Januar 2006–September 2007) Mrs. Olubanke King-Akerele (Oktober 2007–November 2010) Toga G. McIntosh (seit November 2010) |
| Minister für Inneres                                                         | Ministry of Internal Affairs                               | Ambulai Johnson |
| Minister für Finanzen                                                        | Ministry of Finance                                        | Mrs. Antoinette Sayeh |
| Minister für Verteidigung                                                    | Ministry of Defence                                        | Brownie Samukai |
| Minister für Nationale Sicherheit                                            | Ministry of National Security                              | Boimah Fahnbulleh |
| Minister für Justiz                                                          | Minister of Justice                                        | Philip A.Z. Banks, III |
| Minister für Wirtschaft                                                      | Ministry of Commerce                                       | Mrs. Frances Johnson Morris |
| Minister für Landwirtschaft                                                  | Ministry of Agriculture                                    | Christopher Toe |
| Minister für Bodennutzung und natürliche Ressourcen                          | Ministry of Lands, Mines, and Energy                       | Eugene Shannon |
| Minister für Verkehr                                                         | Ministry of Transport                                      | Jeremiah Sulunteh |
| Minister für Bildung                                                         | Ministry of Education                                      | Joseph Korto |
| Minister für Gesundheit und staatliche Sozialleistung                        | Ministry of Health and Social Welfare                      | Walter Gwenigale |
| Minister für Frauen und gesellschaftliche Entwicklung                        | Ministry of Gender and Development                         | Mrs. Varbah Gayflor |
| Minister für Post und Telekommunikation                                      | Ministry of Post and Telecommunication                     | Jackson E. Doe |
| Minister für Arbeit und Beschäftigung                                        | Ministry of Labor                                          | Samuel Kofi Woods |
| Minister für Information, Kultur und Tourismus                               | Ministry of Information, Culture, and Tourism              | Lawrence Bropleh |
| Minister für Planung und wirtschaftliche Entwicklung                         | Ministry of Planning and Economic Affairs                  | Toga G. McIntosh |
| Minister für Öffentlichkeitsarbeit                                           | Ministry of Public Works                                   | Luseni Donzo |
| Minister für Jugend und Sport                                                | Ministry of Youth and Sports                               | Etmonia Tarpeh |
| Staatsminister für Finanzen, Wirtschaft und staatsrechtliche Angelegenheiten | Ministry of State for Finance, Economic, and Legal Affairs | Morris Saytumah |
| Staatsminister für Präsidiale Angelegenheiten                                | Ministry of State for Presidential Affairs                 | Edward McClain |
| Staatsminister ohne Geschäftsbereich                                         | Ministry of State Without Portfolio                        | (kommissarisch) Edward McClain |
| Koordinatorin für spezielle Projekte                                         | Special Projects Coordinator                               | Mrs. Mary Broh |